# Chopardentella backlundi
Chopardentella backlundi es una especie de mantis de la familia Mantidae.

## Distribución geográfica
Se encuentra en Zambia.